# Andiamo a comandare
Andiamo a comandare è un singolo del cantante italiano Fabio Rovazzi, pubblicato il 28 febbraio 2016 dalla Newtopia e dalla Universal Music Group.

## Descrizione
La canzone è stata scritta da Rovazzi stesso in collaborazione con Danti, che si è occupato della metrica del testo, mentre Merk & Kremont e Sissa hanno curato la produzione musicale dai richiami tipicamente EDM.
Il brano è uscito inizialmente sul canale YouTube dell'artista, accompagnato dal rispettivo videoclip, diventando virale sui servizi di rete sociale. Nei mesi successivi, il brano è stato promosso come singolo in rotazione radiofonica e pubblicato nei siti di streaming, ottenendo un notevole successo che ha portato la canzone a ottenere cinque dischi di platino in Italia.
Con questo brano, Fabio Rovazzi ha partecipato alla trasmissione musicale di Canale 5 Summer Festival.

## Cover
Nel 2018 il gruppo rock Negramaro e Fiorello hanno reinterpretato il brano durante una puntata del programma radiofonico Il Rosario della sera.

## Tracce
Download digitale
1. Andiamo a comandare – 2:47 (Fabio Rovazzi, Federico Mercuri, Giordano Cremona, Marco Sissa, Riccardo Garifo, Daniele Lazzarin)

7" – Tutto molto interessante/Andiamo a comandare
- Lato A

1. Andiamo a comandare – 2:47 (Fabio Rovazzi, Federico Mercuri, Giordano Cremona, Marco Sissa, Riccardo Garifo, Daniele Lazzarin)

- Lato B

1. Tutto molto interessante – 2:55 (Fabio Rovazzi, Daniele Lazzarin, Riccardo Garifo, Federico Mercuri, Giordano Cremona, Emanuele Longo, Alessandro Martello)

## Classifiche
| Classifica (2016) | Posizione massima |
| ----------------- | ----------------- |
| Italia            | 1                 |